# 的黎波里伊蒂哈德俱乐部
的黎波里伊蒂哈德足球俱乐部（阿拉伯语：‎）利比亚足球俱乐部，位于首都的黎波里Bab Ben Geshier地区。球队赢得过十五次利比亚足球超级联赛冠军，六次夺得利比亚杯桂冠，八次举起利比亚超级杯，是利比亚最成功的足球俱乐部之一。
2007年，伊蒂哈德成为首支跻身非洲冠军联赛半决赛的利比亚球队，在半决赛中两回合0-1输给了阿赫利体育俱乐部失去决赛权。

## 历史
伊蒂哈德俱乐部创建于1944年7月29日，由阿尔纳达（Al Nahda）与阿尔沙巴布（Al Shabab）两家俱乐部合并而成。默哈莫德-阿尔科威（阿拉伯语：‎）为创始人和俱乐部第一位主席。 （页面存档备份，存于）.

## 荣誉

### 国内赛事
- 的黎波里锦标赛: 10次 (赛事创办于1948年)

1949, 1950, 1951, 1952, 1953, 1954, 1955, 1956, 1957, 1958
- 利比亚足球超级联赛: 17次 (全国纪录)

1965, 1966, 1969, 1976, 1986, 1988, 1989, 1990, 1991, 2002, 2003, 2005, 2006, 2007, 2008, 2009, 2010
- 利比亚杯: 8次 (全国纪录)

1987 , 1988 ,1992, 1999, 2004, 2005, 2007, 2009
Finalist: 1994, 1987, 2002, 2003
- 利比亚超级杯: 10次 (全国纪录)
  - 1999, 2002, 2003, 2004, 2005, 2006, 2007, 2008, 2009, 2010

### 非战成绩
- 非洲俱乐部冠军杯: 一次

四分之一决赛: 1967
- 非洲冠军联赛: 2次

半决赛: 2007
四分之一决赛: 2008
- 非洲优胜者杯: 1次

半决赛: 2000
- 非洲联盟杯: 3次

四分之一决赛: 2005
四分之一决赛: 2008
小组赛: 2010

## 支持者
伊蒂哈德是利比亚当地最受球迷欢迎的当地球队之一，球队在2007年创造了该国俱乐部足球的最佳非战成绩，球队的昵称为红色曙光（RED Aurora）与Tehaa。

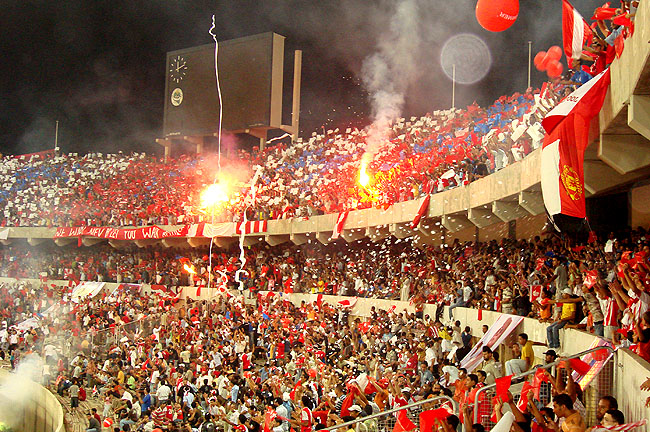
CAF CL 2007
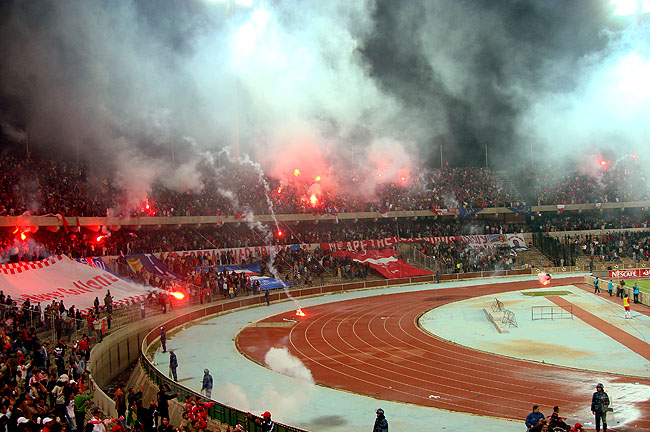
CAF CL 2007
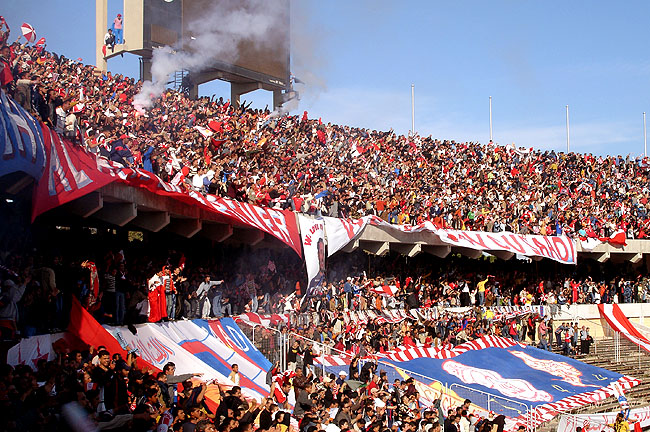
Libyan SuperCup 2006
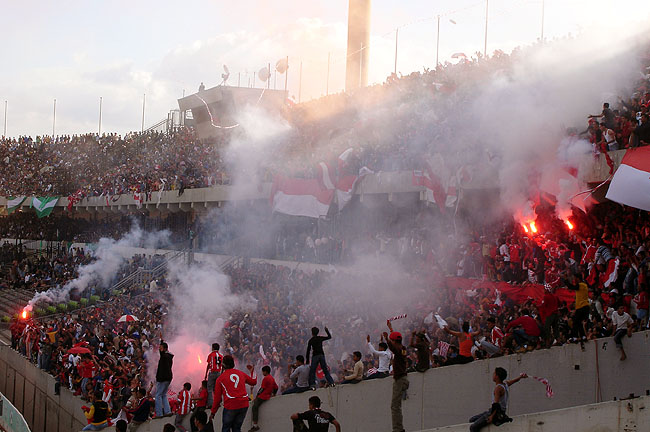
LPL 2006-2007

## 体育场
伊蒂哈德的主体育场为6月11日体育场（11 June Stadium），距的黎波里市中心约6公里。球场可容纳8万人，同时也是 的黎波里阿赫利足球俱乐部的主场。俱乐部自己拥有一个可容纳500人的小体育场10月7日体育场，这座体育场之前叫做Al Mala'b Al Balade体育场（阿拉伯语：‎），位于市中心，现在为球队的训练场。

## 其他运动
作为俱乐部，伊蒂哈德除了足球之外还拥有一些其他项目的球队。比如伊蒂哈德手球队、排球队和篮球队都多次赢得全国比赛的冠军。 

## 赞助商

### 官方赞助商
利比亚移动运营商Al-Madar Al-Jadid和道达尔石油是球队正式的赞助商。 

### 球服赞助商
- 阿迪达斯: 1995-06
- 耐克: 2006-08
- 彪马: 2008-至今